# Calciopoli
Con il termine Calciopoli si indica lo scandalo che ha investito il calcio italiano nel 2006, coinvolgendo diverse società professionistiche e numerosi dirigenti, sia delle stesse società che dei principali organi calcistici italiani (AIA, FIGC e LNP), oltre ad alcuni arbitri e assistenti. Le squadre condannate dalla giustizia sportiva nel 2006 furono Fiorentina, Juventus, Lazio e Milan nel primo filone d'inchiesta, e Arezzo e Reggina nel secondo filone. Tra il 2010 e il 2011 furono oggetto d'indagine anche altri club inizialmente non coinvolti nel filone del 2006, ma in questo caso non fu possibile accertarne le responsabilità poiché sopravvenne la prescrizione per i fatti in esame.
Lo scandalo fu battezzato dagli organi di informazione in vari modi, ma alla fine è storicamente prevalso il termine Calciopoli per analogia con Tangentopoli (composto di tangente e -poli usato per riferirsi a Milano come «città delle tangenti»).

## Calciopoli

### Antefatti
Le prime avvisaglie di Calciopoli emersero nel 2005 mediante alcune indiscrezioni di stampa relative a indagini sul calcio condotte dalla procura di Torino; l'inchiesta, condotta dal procuratore Raffaele Guariniello, si era chiusa con l'archiviazione per l'inesistenza di situazioni penalmente rilevanti, ma anche col contestuale invio di materiale, ritenuto rilevante sul piano disciplinare, alla FIGC. L'indagine seguiva di pochi mesi un'altra denominata Offside (termine inglese che nel mondo del calcio sta a indicare il fuorigioco), iniziata nell'estate 2004 dalla procura di Napoli e incentrata sul calcioscommesse.
Le indiscrezioni di stampa si moltiplicarono nella primavera 2006 e infine lo scandalo venne alla luce, prima con la notizia che la FIGC aveva iniziato ad indagare su episodi di presunta corruzione nel mondo calcistico e arbitrale il 2 maggio 2006, e poi con la pubblicazione delle prime intercettazioni telefoniche a partire dal 4 maggio successivo, ossia a pochi giorni dalla conclusione della stagione calcistica 2005-2006 (anche se quelle intercettazioni erano tutte relative alla stagione 2004-2005). I primi nomi che emersero dalle intercettazioni furono quelli dell'ex designatore arbitrale Pierluigi Pairetto, del direttore generale e dell'amministratore delegato della Juventus, rispettivamente Luciano Moggi e Antonio Giraudo, e del vicepresidente della FIGC, Innocenzo Mazzini. Nelle settimane successive comparvero i nomi di altri dirigenti di importanti società calcistiche e dei vertici arbitrali e federali, compreso il presidente della FIGC Franco Carraro.
Nelle intercettazioni figurarono anche alcuni giornalisti e opinionisti della televisione e della carta stampata in contatto con Moggi, come Aldo Biscardi e l'ex arbitro ed ex designatore Fabio Baldas (rispettivamente conduttore e moviolista de Il processo di Biscardi su LA7) Tony Damascelli (Il Giornale), Guido D'Ubaldo (Corriere dello Sport - Stadio), Franco Melli (Il Tempo e ospite a Il processo di Biscardi), Lamberto Sposini (TG5 e ospite a Il processo di Biscardi), Giorgio Tosatti (Rai Sport), Ignazio Scardina (Rai Sport) e Ciro Venerato (Rai Sport). La posizione di quasi tutti i cronisti sotto il profilo penale sarà archiviata nel 2007, anche se alcuni di loro saranno sospesi per qualche tempo dall'Ordine dei giornalisti (erano accusati di farsi consigliare da Moggi cosa dire in televisione o cosa scrivere sui loro giornali). L'unico a essere indagato e processato per associazione a delinquere sarà Ignazio Scardina, peraltro poi assolto in primo grado dal tribunale di Napoli. Tra gli intercettati ci fu anche l'allora ministro dell'Interno Giuseppe Pisanu, che chiedeva tramite Moggi favori arbitrali per la Sassari Torres (militante all'epoca in Serie C1).

### Prime conseguenze dello scandalo
Dopo la pubblicazione delle prime intercettazioni, l'8 maggio Franco Carraro rassegnò le dimissioni da presidente della FIGC, seguito due giorni dopo da uno dei suoi vice, Innocenzo Mazzini. L'11 maggio fu il consiglio d'amministrazione della Juventus a rassegnare le dimissioni.
Il 12 maggio venne reso noto che la procura di Napoli aveva iscritto nel registro degli indagati 41 persone tra dirigenti di club, dirigenti federali, vertici arbitrali, designatori, arbitri, assistenti, un giornalista e agenti della DIGOS di Roma. Tra gli altri nomi, figuravano quelli di Luciano Moggi e Antonio Giraudo, rispettivamente direttore generale e amministratore delegato della Juventus, i fratelli Andrea e Diego Della Valle e Sandro Mencucci, rispettivamente presidente, presidente onorario e amministratore esecutivo della Fiorentina, Claudio Lotito, presidente della Lazio, Leonardo Meani, dirigente del Milan, Alessandro Moggi, amministratore della Gea, Franco Carraro e Innocenzo Mazzini, rispettivamente presidente e vicepresidente della FIGC, Paolo Bergamo e Pierluigi Pairetto, ex designatori arbitrali, Tullio Lanese, presidente dell'AIA, Massimo De Santis, Pasquale Rodomonti, Paolo Bertini, Paolo Dondarini, Marco Gabriele, Domenico Messina, Gianluca Rocchi, Salvatore Racalbuto e Paolo Tagliavento, tutti arbitri. Negli inviti a comparire, per 13 indagati si ipotizzava l'associazione per delinquere finalizzata alla frode sportiva, per 24 la frode sportiva, per 2 la violazione del segreto d'ufficio e altri 2 il peculato. Le società indagate erano quattro, Juventus, Fiorentina, Lazio e Milan, mentre le partite sotto inchiesta erano 20, 19 relative alla stagione 2004-2005 di Serie A e una relativa alla stagione 2004-2005 di Serie B (successivamente al centro dell'inchiesta della procura di Napoli finiranno anche altre gare della stagione 2004-2005 di Serie A).
Il 14 maggio Luciano Moggi annunciò le sue dimissioni da direttore generale della Juventus, seguendo le dimissioni rassegnate da tutto il consiglio d'amministrazione del club bianconero qualche giorno prima. Lo stesso giorno si autosospese il presidente dell'AIA Tullio Lanese, mentre il 18 maggio l'AIA sospese cautelativamente i 9 arbitri raggiunti da avviso di garanzia. Il 16 maggio il CONI nominò l'avvocato Guido Rossi commissario straordinario della FIGC. Nelle settimane seguenti Rossi nominò Francesco Saverio Borrelli capo dell'Ufficio Indagini della FIGC, Luigi Agnolin commissario straordinario dell'AIA e Cesare Ruperto presidente della Commissione d'appello federale.
Le 19 partite di Serie A sotto inchiesta
Le 19 partite della stagione 2004-2005 di Serie A sotto inchiesta da parte della procura di Napoli erano:
- Reggina-Juventus 2-1 (6 novembre 2004)
Arbitro: Paparesta
- Lecce-Juventus 0-1 (14 novembre 2004)
Arbitro: De Santis
- Juventus-Lazio 2-1 (5 dicembre 2004)
Arbitro: Dondarini
- Fiorentina-Bologna 1-0 (5 dicembre 2004)
Arbitro: De Santis
- Bologna-Juventus 0-1 (12 dicembre 2004)
Arbitro: Pieri
- Juventus-Udinese 2-1 (13 febbraio 2005)
Arbitro: Rodomonti
- Chievo-Lazio 0-1 (20 febbraio 2005)
Arbitro: Rocchi
- Lazio-Parma 2-0 (27 febbraio 2005)
Arbitro: Messina
- Roma-Juventus 1-2 (5 marzo 2005)
Arbitro: Racalbuto
- Inter-Fiorentina 3-2 (20 marzo 2005)
Arbitro: Bertini
- Fiorentina-Juventus 3-3 (9 aprile 2005)
Arbitro: Collina
- Milan-Brescia 1-1 (10 aprile 2005)
Arbitro: Rodomonti
- Bologna-Lazio 1-2 (17 aprile 2005)
Arbitro: Tagliavento
- Siena-Milan 2-1 (17 aprile 2005)
Arbitro: Collina
- Milan-Chievo 1-0 (20 aprile 2005)
Arbitro: Paparesta
- Chievo-Fiorentina 1-2 (8 maggio 2005)
Arbitro: Dondarini
- Livorno-Siena 3-6 (8 maggio 2005)
Arbitro: De Santis
- Lazio-Fiorentina 1-1 (22 maggio 2005)
Arbitro: Rosetti
- Lecce-Parma 3-3 (29 maggio 2005)
Arbitro: De Santis

### Indagini e procedimenti disciplinari della giustizia sportiva
Il 19 giugno il capo dell'Ufficio Indagini della FIGC Francesco Saverio Borrelli chiuse la prima parte delle sue indagini, consegnando l'esito dell'inchiesta al procuratore federale, Stefano Palazzi. I deferimenti da parte del procuratore relativamente al primo e più importante filone (coinvolgente le società che nella classifica del campionato italiano di Serie A 2005-2006 erano in posizione utile per la qualificazione alle coppe europee 2006-2007) arrivarono il 22 giugno. Dal momento che i deferimenti avevano riguardato oltre a esponenti della Lega Calcio anche dirigenti federali ed esponenti dell'AIA, il processo sportivo di primo grado non poteva tenersi presso le rispettive Commissioni disciplinari – all'epoca non esisteva ancora la Commissione disciplinare nazionale (CDN) – e fu pertanto svolto presso la CAF (storico organo chiamato solitamente a decidere in secondo grado). Il procedimento di appello conseguentemente fu tenuto presso la Corte federale (organo che era solitamente chiamato in causa solo per vizi formali o per fornire pareri e interpretazioni). I due procedimenti si chiusero rispettivamente il 14 e il 25 luglio 2006, permettendo di stilare una classifica definitiva della Serie A 2005-2006 al netto delle penalizzazioni inflitte a Juventus, Milan, Fiorentina e Lazio, utilizzata per determinare i club italiani qualificati alla UEFA Champions League 2006-2007 e alla Coppa UEFA 2006-2007. Sulla base della medesima classifica dopo avere sentito il parere di una commissione di tre saggi appositamente incaricata il 26 luglio 2006 la FIGC emetteva un comunicato stampa in cui riconosceva all'Inter, prima classificata dopo le sanzioni inflitte a Juventus e Milan, il titolo di campione d'Italia 2005-2006. Un secondo filone di indagini coinvolse due società minori, Reggina e Arezzo (quest'ultimo militante in Serie B all'epoca). I processi sportivi relativi a questo ulteriore filone si chiusero nel mese di agosto 2006.

### Ricorsi
Successivamente e in tempi diversi (tra agosto 2006 e giugno 2007), furono discussi gli ulteriori ricorsi alla Camera di conciliazione ed arbitrato per lo sport, organo istituito all'epoca presso il CONI. Una volta falliti tutti i tentativi di conciliazione tra le parti i vari lodi arbitrali consentirono a diversi tesserati "sconti" anche notevoli sui periodi di inibizione comminati dalla Corte federale, mentre ad alcune società furono ridotte le penalizzazioni in classifica. Solo l'Arezzo tentò successivamente anche il ricorso al tribunale amministrativo regionale (TAR) del Lazio. Il ricorso fu respinto, ma in questo modo l'Arezzo violò la clausola compromissoria che vietava il ricorso alla giustizia ordinaria. Il ricorso al TAR del Lazio era stato in un primo momento avanzato anche dalla Juventus prima ancora dell'arbitrato, ma era stato poi ritirato.

### Sanzioni finali
La società maggiormente colpita dalla giustizia sportiva fu la Juventus: riconosciuta colpevole di «una fattispecie di illecito associativo» – un termine allora non previsto dall'ordinamento giuridico sportivo italiano, ma che fu giudicato dalla Corte di giustizia federale come una violazione dell'articolo 6 dell'allora Codice di giustizia sportiva riguardante i casi di «illecito sportivo» –, poi tradotto in un «illecito strutturato», le fu revocato il titolo de iure di campione d'Italia 2004-2005, mentre non le fu assegnato nemmeno quello 2005-2006 in quanto retrocessa d'ufficio all'ultimo posto in classifica (nonostante l'esito di quest'ultima stagione non sia mai stato oggetto di discussione a livello sportivo e ordinario). La Juventus scese così per la prima volta in Serie B e dovette scontare anche un'ulteriore penalizzazione di punti – in origine 30, poi ridotti a 17 e infine a 9 – nella classifica del campionato italiano di Serie B 2006-2007. Penalizzazioni di varie entità furono inflitte anche a Fiorentina, Milan, Lazio, Reggina e Arezzo, da scontare in parte nel campionato di Serie A 2005-2006 e in parte in quello successivo. Tra i tesserati le sanzioni più pesanti colpirono gli ex dirigenti della Juventus Luciano Moggi e Antonio Giraudo, oltre all'ex vicepresidente federale Innocenzo Mazzini: per tutti e tre la massima pena, ossia cinque anni di inibizione con proposta di radiazione.

### Il processo penale e i risvolti sportivi
Il processo penale di primo grado su Calciopoli ebbe luogo tra il 2008 e il 2011 presso il tribunale di Napoli. Durante tale processo emersero – principalmente per opera dei difensori di Luciano Moggi – nuove intercettazioni telefoniche che non erano state considerate rilevanti nelle indagini del 2006. Dal momento che il nuovo materiale probatorio coinvolgeva, tra gli altri, i massimi dirigenti dell'Inter all'epoca dei fatti, ossia il presidente Giacinto Facchetti (scomparso nel 2006) e il proprietario Massimo Moratti (socio di riferimento del club e successore di Facchetti), la Juventus presentò nel maggio 2010 un esposto al CONI e alla FIGC chiedendo la revisione della decisione di assegnare all'Inter il titolo di campione d'Italia 2005-2006.
Nel frattempo il procuratore federale Stefano Palazzi aveva già avviato nuove indagini in proposito, che si chiusero nel giugno 2011 con la contestazione di violazioni delle norme di lealtà, correttezza e probità a diverse società e tesserati che non erano stati coinvolti nei processi sportivi del 2006. All'Inter e nella persona di Facchetti fu contestato l'illecito sportivo, tuttavia Palazzi non procedette ad alcun deferimento perché i fatti erano ormai caduti in prescrizione. La FIGC prese atto della relazione del procuratore federale, approvando a maggioranza una delibera del presidente Giancarlo Abete con cui il Consiglio federale si dichiarava non competente sull'istanza presentata dalla Juventus. A nulla valse anche il successivo ricorso della Juventus al Tribunale nazionale di arbitrato per lo sport (TNAS, organo che nel frattempo era stato istituito dal CONI in sostituzione della Camera di conciliazione e arbitrato per lo sport) in quanto anche il TNAS si dichiarò non competente in merito alla revoca dell'assegnazione dello scudetto. Le nuove intercettazioni non ottennero effetto neanche nel processo penale di Napoli, che si concluse in primo grado nel novembre 2011 con un sostanziale accoglimento dell'impianto accusatorio: furono inflitte pesanti condanne in particolare a Luciano Moggi e all'ex designatore Paolo Bergamo (mentre Antonio Giraudo era già stato condannato nel 2009 con rito abbreviato).
Nel novembre 2011, dopo l'esito in primo grado del processo di Napoli e la dichiarazione di non competenza del TNAS, la Juventus, alla cui presidenza era salito nel frattempo Andrea Agnelli, presentò un ricorso al TAR del Lazio contro la FIGC e l'Inter, chiedendo un risarcimento danni di circa 444 milioni di euro derivanti, secondo la tesi del club torinese, dalla disparità di trattamento sui fatti di Calciopoli fra gli eventi del 2006 e quelli del 2011. La Juventus sottolineava inoltre come il processo di primo grado di Napoli avesse comunque escluso responsabilità della società sulle violazioni commesse dai propri dirigenti. Il ricorso al TAR suscitò reazioni piuttosto dure da parte del presidente della FIGC, Abete, e soprattutto del presidente del CONI, Gianni Petrucci, alle quali Agnelli rispose con la proposta di convocare un tavolo di discussione per risolvere la questione. Per qualche settimana aleggiò la possibilità di una soluzione "pacifica" della querelle, tant'è che Petrucci convocò il cosiddetto «tavolo della pace» per il 14 dicembre 2011: l'incontro si risolse tuttavia con un nulla di fatto, e gli stessi Abete e Petrucci dovettero ammettere che le posizioni delle parti erano troppo distanti.

## Il processo sportivo di Calciopoli

### I deferimenti di Palazzi
Le violazioni che il procuratore federale Stefano Palazzi contestava agli imputati spaziavano dalla violazione delle norme di lealtà, correttezza e probità sportiva (articolo 1 del Codice di giustizia sportiva vigente all'epoca) all'illecito sportivo (articolo 6 dello stesso codice). Tra i nomi di spicco coinvolti figuravano Luciano Moggi e Antonio Giraudo per la Juventus, accusati di aver violato sia l'articolo 1 che l'articolo 6, i fratelli Diego e Andrea Della Valle per la Fiorentina, accusati di aver violato l'articolo 6, Claudio Lotito per la Lazio, accusato di aver violato l'articolo 6, Adriano Galliani, accusato di aver violato l'articolo 1, e Leonardo Meani, accusato di aver violato sia l'articolo 1 che l'articolo 6, per il Milan e Pasquale Foti per la Reggina, accusato di aver violato sia l'articolo 1 che l'articolo 6. Furono coinvolti nello scandalo anche i due designatori arbitrali della CAN dell'epoca, Paolo Bergamo e Pierluigi Pairetto, oltre a diversi arbitri, come Massimo De Santis, Paolo Dondarini, Gianluca Paparesta, Paolo Bertini, Domenico Messina, Gianluca Rocchi, Paolo Tagliavento e Pasquale Rodomonti. Accusati anche i vertici della FIGC, il presidente Franco Carraro e il vicepresidente Innocenzo Mazzini, e il presidente dell'AIA Tullio Lanese. Per quanto riguarda le società, tra le altre, la Juventus fu accusata di avere avuto responsabilità diretta nella violazione dell'articolo 2, dell'articolo 6 e dell'articolo 9 del vecchio Codice di giustizia sportiva; la Fiorentina fu accusata di aver violato l'articolo 2, per responsabilità oggettiva e diretta, e l'articolo 6; la Lazio fu accusata di responsabilità diretta e presunta nella violazione dell'articolo 6, dell'articolo 2 e dell'articolo 9; il Milan fu accusato della violazione, per responsabilità diretta e oggettiva, dell'articolo 2 e, per responsabilità oggettiva, dell'articolo 6; infine alla Reggina fu contestata la violazione dell'articolo 6.
Secondo l'accusa, i dirigenti di società coinvolti intrattenevano rapporti con i designatori arbitrali atti a influenzare le designazioni per le partite delle proprie squadre in modo da ottenere arbitri considerati favorevoli. In questo erano spesso appoggiati o spalleggiati dagli esponenti della federazione coinvolti nell'inchiesta. Sempre secondo l'accusa era pratica comune inoltrare attraverso i designatori arbitrali o la FIGC recriminazioni e velate minacce nei confronti degli arbitri considerati non favorevoli.

#### Richieste d'accusa

##### Primo filone d'indagine
Richieste annunciate il 4 luglio 2006 nel processo sportivo di primo grado presso la Corte di appello federale da parte del procuratore federale Stefano Palazzi:
Società
- Juventus: esclusione dal campionato di competenza e assegnazione a una categoria inferiore alla Serie B con 6 punti di penalizzazione, revoca dello scudetto 2004-2005 e non assegnazione dello scudetto 2005-2006.
- Fiorentina: retrocessione in Serie B con 15 punti di penalizzazione.
- Lazio: retrocessione in Serie B con 15 punti di penalizzazione.
- Milan: retrocessione in Serie B con 3 punti di penalizzazione.

Dirigenti delle società
- Antonio Giraudo (amministratore delegato Juventus): 5 anni con proposta di radiazione.
- Luciano Moggi (direttore generale Juventus): 5 anni con proposta di radiazione.
- Diego Della Valle (proprietario Fiorentina): 5 anni con proposta di radiazione.
- Andrea Della Valle (presidente Fiorentina): 5 anni con proposta di radiazione.
- Claudio Lotito (presidente Lazio): 5 anni con proposta di radiazione.
- Leonardo Meani (tesserato Milan): 5 anni con proposta di radiazione.
- Sandro Mencucci (dirigente Fiorentina): 5 anni con proposta di radiazione.
- Adriano Galliani (vicepresidente, amministratore delegato Milan e presidente LNP): 2 anni.

Arbitri e assistenti
- Paolo Bertini: 5 anni con proposta di radiazione.
- Massimo De Santis: 5 anni con proposta di radiazione.
- Paolo Dondarini: 5 anni con proposta di radiazione.
- Domenico Messina: 5 anni con proposta di radiazione.
- Pasquale Rodomonti: 5 anni con proposta di radiazione.
- Gianluca Rocchi: 5 anni con proposta di radiazione.
- Paolo Tagliavento: 5 anni con proposta di radiazione.
- Duccio Baglioni (assistente): 3 anni.
- Gianluca Paparesta: 1 anno.
- Fabrizio Babini (assistente): 1 anno.
- Claudio Puglisi (assistente): 1 anno.

Dirigenti arbitrali e FIGC
- Paolo Bergamo (designatore arbitrale): 5 anni con proposta di radiazione.
- Franco Carraro (presidente FIGC): 5 anni con proposta di radiazione
- Innocenzo Mazzini (vicepresidente FIGC): 5 anni con proposta di radiazione.
- Tullio Lanese (presidente AIA): 5 anni con proposta di radiazione.
- Pierluigi Pairetto (designatore arbitrale): 5 anni con proposta di radiazione.
- Gennaro Mazzei (designatore degli assistenti): 2 anni.
- Pietro Ingargiola (commissario di campo): 1 anno.

##### Secondo filone d'indagine
Richieste annunciate l'8 e il 9 agosto 2006 nel processo sportivo di primo grado presso la Corte di appello federale da parte del procuratore federale Stefano Palazzi:
Società
- Reggina: retrocessione in Serie B con 15 punti di penalizzazione.
- Arezzo: retrocessione in Serie C1 con 3 punti di penalizzazione.

Dirigenti delle società
- Pasquale Foti (presidente Reggina): 5 anni con proposta di radiazione.
- Leonardo Meani (tesserato Milan): 3 anni.

Arbitri e assistenti
- Stefano Titomanlio (assistente): 3 anni.
- Paolo Dondarini: 6 mesi.
- Tiziano Pieri: 6 mesi.

Dirigenti arbitrali
- Gennaro Mazzei (designatore degli assistenti): 3 anni.

### Sentenze di primo grado (Commissione d'appello federale)

#### Primo filone di indagini
Per il primo filone di indagini fu pronunciata il 14 luglio 2006 e sanciva:
Società
- Juventus: retrocessione in Serie B con 30 punti di penalizzazione, revoca dello scudetto 2004-2005, non assegnazione dello scudetto 2005-2006 e ammenda di 80 000 euro.
- Fiorentina: retrocessione in Serie B con 12 punti di penalizzazione e ammenda di 50 000 euro.
- Lazio: retrocessione in Serie B con 7 punti di penalizzazione e ammenda di 40 000 euro.
- Milan: 44 punti di penalizzazione nel campionato di Serie A 2005-2006, 15 punti di penalizzazione nel campionato 2006-2007 e ammenda di 30 000 euro.

Dirigenti delle società
- Antonio Giraudo (amministratore delegato Juventus): 5 anni con richiesta di radiazione e 20 000 euro di multa.
- Luciano Moggi (direttore generale Juventus): 5 anni con richiesta di radiazione e 50 000 euro di multa.
- Diego Della Valle (proprietario Fiorentina): 4 anni e 30 000 euro di multa.
- Andrea Della Valle (presidente Fiorentina): 3 anni e 6 mesi e 20 000 euro di multa.
- Claudio Lotito (presidente Lazio): 3 anni e 6 mesi e 10 000 euro di multa.
- Leonardo Meani (tesserato Milan): 3 anni e 6 mesi.
- Sandro Mencucci (dirigente Fiorentina): 3 anni e 6 mesi.
- Adriano Galliani (vicepresidente, amministratore delegato Milan e presidente LNP): 1 anno.

Arbitri
- Massimo De Santis: 4 anni e 6 mesi.
- Paolo Dondarini: 3 anni e 6 mesi.
- Gianluca Paparesta: 9 mesi.
- Paolo Bertini: assolto.
- Domenico Messina: assolto.
- Gianluca Rocchi: assolto.
- Pasquale Rodomonti: la CAF si dichiara incompetente.
- Paolo Tagliavento: assolto.

Assistenti
- Fabrizio Babini: 1 anno.
- Claudio Puglisi: 1 anno.
- Duccio Baglioni: assolto.

Designatori arbitrali e dirigenti FIGC
- Innocenzo Mazzini (vicepresidente FIGC): 5 anni con richiesta di radiazione.
- Franco Carraro (presidente FIGC): 4 anni e 6 mesi.
- Tullio Lanese (presidente AIA): 2 anni e 6 mesi.
- Pierluigi Pairetto (designatore arbitrale): 2 anni e 6 mesi.
- Gennaro Mazzei (designatore degli assistenti): 1 anno.
- Pietro Ingargiola (commissario di campo): ammonizione.
- Paolo Bergamo (designatore arbitrale): non giudicabile perché dimessosi.

#### Secondo filone di indagini
La seconda sentenza fu pronunciata il 16 agosto 2006 e sanciva:
Società
- Reggina: 15 punti di penalizzazione nel campionato 2006-2007 e ammenda di 100 000 euro.
- Arezzo: 9 punti di penalizzazione nel campionato 2006-2007.

Dirigenti delle società
- Leonardo Meani (tesserato Milan): 3 anni e 30 000 euro di ammenda.
- Pasquale Foti (presidente Reggina): 2 anni e 6 mesi e 30 000 euro di ammenda al Milan.

Arbitri
- Paolo Dondarini: assolto.
- Tiziano Pieri: assolto.

Tesserati AIA
- Gennaro Mazzei (designatore degli assistenti): 3 anni.
- Stefano Titomanlio (assistente): 3 anni.

### Sentenze di appello (Corte federale)

#### Primo filone di indagini
La Corte federale ha emesso la sua sentenza di appello il 25 luglio 2006 con i seguenti esiti:
Società
- Juventus: retrocessione in Serie B con 17 punti di penalizzazione, revoca dello scudetto 2004-2005, non assegnazione dello scudetto 2005-2006, 120 000 euro di multa e tre giornate di squalifica del proprio campo.[31]
- Fiorentina: 30 punti di penalizzazione nel campionato 2005-2006, 19 punti di penalizzazione nel campionato 2006-2007, 100 000 euro di multa e tre giornate di squalifica del proprio campo.
- Lazio: 30 punti di penalizzazione nel campionato 2005-2006, 11 punti di penalizzazione nel campionato 2006-2007, 100 000 euro di multa e due giornate di squalifica del proprio campo.
- Milan: 30 punti di penalizzazione nel campionato 2005-2006, 8 punti di penalizzazione nel campionato 2006-2007, 100 000 euro di multa e una giornata di squalifica del proprio campo.

Dirigenti delle società
- Antonio Giraudo (amministratore delegato Juventus): 5 anni con proposta di radiazione.
- Luciano Moggi (direttore generale Juventus): 5 anni con proposta di radiazione.
- Diego Della Valle (proprietario Fiorentina): 3 anni e 9 mesi.
- Andrea Della Valle (presidente Fiorentina): 3 anni.
- Claudio Lotito (presidente Lazio): 2 anni e 6 mesi.
- Leonardo Meani (tesserato Milan): 2 anni e 6 mesi.
- Sandro Mencucci (dirigente Fiorentina): 2 anni e 6 mesi.
- Adriano Galliani (vicepresidente, amministratore delegato Milan e presidente LNP): 9 mesi.

Arbitri
- Massimo De Santis: 4 anni.
- Gianluca Paparesta: 3 mesi.
- Paolo Bertini: assolto.
- Paolo Dondarini: assolto.
- Paolo Tagliavento: assolto.
- Gianluca Rocchi: assolto.
- Pasquale Rodomonti: non giudicabile.

Assistenti
- Fabrizio Babini: 3 mesi.
- Claudio Puglisi: 3 mesi.
- Duccio Baglioni: assolto.

Designatori arbitrali e dirigenti FIGC
- Innocenzo Mazzini (vicepresidente FIGC): 5 anni con proposta di radiazione.
- Pierluigi Pairetto (designatore arbitrale): 3 anni e 6 mesi.
- Tullio Lanese (presidente AIA): 2 anni e 6 mesi.
- Gennaro Mazzei (designatore degli assistenti): 6 mesi.
- Franco Carraro (presidente FIGC): multa di 80 000 euro con diffida.
- Pietro Ingargiola (commissario di campo): ammonizione.

In un secondo tempo su decisione della FIGC è stato assegnato lo scudetto per il campionato di calcio di Serie A 2005-2006 all'Inter: la FIGC ha infatti recepito il parere della commissione di tre saggi (composta da Gerhard Aigner, ex segretario generale della UEFA; Massimo Coccia, avvocato ed esperto di diritto sportivo; Roberto Pardolesi, Ordinario di diritto privato comparato), creata dal commissario straordinario della FIGC Guido Rossi per dirimere la questione dopo la non assegnazione del titolo alla Juventus.

#### Secondo filone di indagini
Per il secondo filone di indagini fu pronunciata il 26 agosto 2006 e sanciva:
Società
- Reggina: 15 punti di penalizzazione nel campionato 2006-2007 e 100 000 euro di ammenda.
- Arezzo: 6 punti di penalizzazione nel campionato 2006-2007.

Dirigenti società
- Leonardo Meani (tesserato Milan): 3 anni e 30 000 euro di ammenda al Milan.
- Pasquale Foti (presidente Reggina): 2 anni e 6 mesi e 30 000 euro di ammenda.

Arbitri
- Paolo Dondarini: assolto.
- Tiziano Pieri: assolto.

Tesserati AIA
- Gennaro Mazzei (designatore degli assistenti): 3 anni.
- Stefano Titomanlio (assistente): 3 anni.

### Sentenze definitive (Camera di conciliazione e arbitrato presso il CONI)
A seguito delle pesanti sanzioni inflitte dalla Corte federale della FIGC (ultimo grado di giudizio in seno alla Federcalcio) tutte le società e i tesserati presentarono ricorso alla Camera di conciliazione e arbitrato istituita presso il CONI. In nessun caso fu raggiunta la conciliazione e si dovette procedere caso per caso alla creazione di un comitato di arbitrato. In attesa che fossero chiarite le controversie la FIGC sospese le pene accessorie (multe e squalifiche del campo).
In un primo momento la sola dirigenza della Juventus aveva invece presentato ricorso al Tribunale amministrativo regionale (TAR) del Lazio, rischiando con ciò sanzioni da parte della FIGC per violazione della clausola compromissoria che vietava esposti presso la giustizia ordinaria: la richiesta era la riassegnazione in Serie A (con penalizzazione massima di 17 punti) e la restituzione dei due scudetti in oggetto. Tale richiesta si basava sulla sproporzione tra la pena inflitta al club torinese e a quelle inflitte alle altre formazioni coinvolte; una sproporzione che era stata quantificata dai legali della società, dopo una valutazione del danno economico arrecato dalla retrocessione, in 130 milioni di euro. Attraverso una lettera Guido Rossi, commissario straordinario della FIGC, prendeva le distanze da quelle che erano le decisioni della società e annunciava col CONI una richiesta di risarcimento contro la Juventus «per aver danneggiato l'immagine del calcio italiano».
In seguito il consiglio di amministrazione juventino decise di ritirare il ricorso al TAR, evitando un possibile slittamento dell'inizio dei campionati 2006-2007 di Serie A e B, per cercare di ottenere una riduzione della penalizzazione in sede di arbitrato sportivo. La retromarcia della dirigenza bianconera fu dovuta anche alla minaccia da parte del presidente della FIFA, Joseph Blatter, di escludere per cinque anni da tutte le competizioni internazionali per club e per rappresentative nazionali l'intera FIGC: i regolamenti internazionali prevedevano infatti che se una squadra avesse fatto ricorso a un tribunale ordinario, e la federazione di appartenenza non glielo avesse impedito, quest'ultima sarebbe stata estromessa da tutte le competizioni estere.
Il 27 ottobre 2006 la Camera di conciliazione e arbitrato del CONI diramò le definitive sanzioni nei confronti delle quattro società coinvolte nel primo filone di indagini, il 12 dicembre 2006 quelle delle altre due società, mentre le sanzioni nei confronti dei dirigenti furono diramate in varie date successive.

#### Società
- Juventus: revoca del titolo di campione d'Italia 2004-2005 (confermata), non assegnazione del titolo di campione d'Italia 2005-2006 (confermata), retrocessione all'ultimo posto nella Serie A 2005-2006 (confermata) e 9 punti di penalizzazione nella Serie B 2006-2007 (invece dei 17 comminati dalla Corte federale).
- Fiorentina: 30 punti di penalizzazione nella Serie A 2005-2006 (confermati) e 15 punti di penalizzazione nella Serie A 2006-2007 (invece dei 19 comminati dalla Corte federale).
- Milan: 30 punti di penalizzazione nella Serie A 2005-2006 (confermati) e 8 punti di penalizzazione nella Serie A 2006-2007 (confermati).
- Lazio: 30 punti di penalizzazione nella Serie A 2005-2006 (confermati) e 3 punti di penalizzazione nella Serie A 2006-2007 (invece degli 11 comminati dalla Corte federale).
- Reggina: 11 punti di penalizzazione nella Serie A 2006-2007 (invece dei 15 comminati dalla Corte Federale) e 100 000 euro di ammenda (confermati).
- Arezzo: 6 punti di penalizzazione nella Serie B 2006-2007 (confermati).

#### Dirigenti delle società
- Claudio Lotito (11 dicembre 2006): 4 mesi (contro i 2 anni e 6 mesi nella sentenza della Corte federale).
- Adriano Galliani (18 dicembre 2006): 5 mesi (contro i 9 mesi nella sentenza della Corte federale).
- Luciano Moggi (7 marzo 2007): confermati i 5 anni con proposta di radiazione (il CONI si è dichiarato incompetente in quanto Luciano Moggi non è più tesserato federale).
- Diego Della Valle (27 marzo 2007): 8 mesi (contro i 3 anni e 9 mesi nella sentenza della Corte federale).
- Andrea Della Valle (27 marzo 2007): 1 anno e 1 mese (contro i 3 anni nella sentenza della Corte federale).
- Sandro Mencucci (27 marzo 2007): 1 anno e 5 mesi (contro i 2 anni e 6 mesi nella sentenza della Corte federale).
- Antonio Giraudo (28 maggio 2007): confermati i 5 anni con proposta di radiazione (il CONI si è dichiarato incompetente).
- Leonardo Meani (28 maggio 2007): 2 anni e 2 mesi (contro i 2 anni e 6 mesi nella sentenza della Corte federale).
- Pasquale Foti (5 giugno 2007): 1 anno e 1 mese (contro i 2 anni e 6 mesi nella sentenza della Corte federale).

#### Arbitri
- Massimo De Santis (10 maggio 2007): confermati i 4 anni.

#### Designatori arbitrali e dirigenti FIGC
- Franco Carraro (8 novembre 2006): ammenda di 80 000 euro (confermata la multa ma tolta la diffida).
- Pierluigi Pairetto (28 marzo 2007): 2 anni e 6 mesi (contro i 3 anni e 6 mesi nella sentenza della Corte federale).
- Innocenzo Mazzini (12 aprile 2007): confermati i 5 anni con proposta di radiazione.
- Tullio Lanese (6 luglio 2007): 1 anno (contro i 2 anni e 6 mesi nella sentenza della Corte federale).
- Gennaro Mazzei (11 giugno 2007): 2 anni (contro i 3 anni nella sentenza della Corte federale).

### Preclusioni
Il 15 giugno 2011 a oltre quattro anni di distanza dalle sentenze definitive dell'arbitrato CONI la CDN della FIGC accolse le richieste di preclusione nei confronti di Antonio Giraudo, Innocenzo Mazzini e Luciano Moggi (che un mese dopo avrebbero finito di scontare i cinque anni di inibizione). La tempistica così lunga fu dovuta alle modifiche intercorse nel frattempo nello statuto federale, che avevano trasferito il potere di decidere sulle richieste di preclusione dal presidente federale alla CDN (non senza polemiche). La «preclusione alla permanenza in qualsiasi rango e categoria della FIGC» fu confermata anche nei successivi gradi di giudizio: il 9 luglio 2011 dalla Corte di giustizia federale e il 4 aprile 2012 dall'Alta Corte di giustizia sportiva istituita presso il CONI. Il 3 agosto 2012 la III sezione del TAR del Lazio ha respinto l'istanza con cui Moggi sollecitava la sospensione del provvedimento dell'Alta Corte di giustizia del CONI.

### Situazione dopo la sentenza del CONI
In seguito alle sentenze il quadro dei campionati di Serie A e B nella stagione 2006-2007 si presentava così:

#### Serie A
- Ascoli
- Atalanta
- Cagliari
- Catania
- Chievo (Champions League 2006-2007)
- Empoli
- Inter (Champions League 2006-2007)
- Livorno (Coppa UEFA 2006-2007)
- Messina
- Palermo (Coppa UEFA 2006-2007)
- Parma (Coppa UEFA 2006-2007)
- Roma (Champions League 2006-2007)
- Sampdoria
- Torino
- Udinese
- Siena (-1 punto)
- Lazio (-3 punti)
- Milan (-8 punti, Champions League 2006-2007)
- Reggina (-11 punti)
- Fiorentina (-15 punti)

#### Serie B
- AlbinoLeffe
- Bari
- Bologna
- Brescia
- Cesena
- Crotone
- Frosinone
- Genoa
- Lecce
- Mantova
- Modena
- Napoli
- Piacenza
- Rimini
- Spezia
- Treviso
- Verona
- Vicenza
- Pescara (-1 punto)
- Triestina (-1 punto)
- Arezzo (-6 punti)
- Juventus (-9 punti)

### Conseguenze delle sanzioni sportive relative a Calciopoli
- Per la Juventus la retrocessione in Serie B fu la prima della sua storia. Il ritorno matematico in Serie A avvenne il 19 maggio 2007 dopo avere sconfitto l'Arezzo in trasferta per 5-1 nella quart'ultima giornata del campionato.
- I 30 punti di penalizzazione non pregiudicarono la qualificazione del Milan alla Champions League 2006-2007 (che avrebbe poi vinto), pur dovendo disputare il preliminare estivo; la UEFA espresse però molti dubbi sulla possibilità di fare partecipare un club coinvolto in uno scandalo a una competizione internazionale.[40]
- Senza i 15 punti di penalizzazione la Fiorentina avrebbe concluso la stagione al terzo posto invece che al sesto e si sarebbe qualificata ai preliminari di Champions League davanti a Milan (quarto con 69 punti senza i -8) e Lazio, partita con -11 e rimasta -3 dopo la sentenza del CONI, che invece avrebbe disputato la Coppa UEFA.
- Senza gli 11 punti di penalizzazione la Reggina avrebbe concluso il campionato all'ottavo posto. Invero la Reggina era partita da -15, ma ebbe uno sconto di quattro punti grazie alla sentenza del CONI a campionato in corso. Con quei quattro punti di penalizzazione in più sarebbe retrocessa in Serie B al posto del Chievo.
- Senza i 6 punti di penalizzazione l'Arezzo sarebbe arrivato a metà classifica e sarebbe retrocesso direttamente in Serie C1 lo Spezia, con Verona e Cesena che avrebbero disputato gli spareggi.

## Calciopoli bis

### Le nuove intercettazioni e l'istanza della Juventus contro lo scudetto assegnato d'ufficio
Tra il 2010 e il 2011 il procuratore federale Stefano Palazzi effettuò nuove indagini relative alle ulteriori intercettazioni telefoniche emerse durante il procedimento penale in corso presso il tribunale di Napoli e giudicate non rilevanti nel processo sportivo del 2006. Inoltre sempre alla luce del nuovo materiale probatorio la Juventus presentò il 10 maggio 2010 un'istanza ai presidenti di CONI e FIGC, alla procura federale e al procuratore federale capo per chiedere la revisione della decisione di assegnare il titolo di campione d'Italia 2005-2006 all'Inter e pertanto la revoca della medesima assegnazione.

### La relazione Palazzi
A chiusura delle indagini Palazzi trasmise alla FIGC una relazione, resa pubblica il 1º luglio 2011, nella quale venivano contestate imputazioni a diversi tesserati, molti dei quali non implicati nel provvedimento sportivo del 2006. In particolare risultarono coinvolti per violazioni all'articolo 6 dell'allora vigente Codice di Giustizia Sportiva (CGS) l'Inter e il Livorno, più altre nove società, oltre alle due succitate, per violazioni dell'articolo 1 del CGS, ovvero Brescia, Cagliari, Chievo, Empoli, Milan, Palermo, Reggina, Udinese e Vicenza.
Nel caso dell'Inter, mediaticamente il più rilevante, erano coinvolti in primis l'allora presidente Giacinto Facchetti, nel frattempo scomparso, e in misura minore l'azionista di riferimento Massimo Moratti, predecessore e successore di Facchetti alla presidenza: nella relazione la procura federale contestava l'illecito sportivo a Facchetti, e per illustrare le motivazioni della decisione sull'istanza della Juventus presumeva che anche le condotte messe in atto dai vertici dell'Inter, consistenti in «una rete consolidata di rapporti, di natura non regolamentare, diretti ad alterare i principi di terzietà, imparzialità e indipendenza del settore arbitrale», avessero violato gli articoli 1 e 6 del vecchio CGS, in quanto «certamente dirette ad assicurare un vantaggio in classifica». Tuttavia il procuratore federale, contestualmente, rilevò la sopraggiunta prescrizione per tutte le violazioni contestate sia ai tesserati interisti sia agli altri soggetti oggetto di indagine, tra cui presidenti (Massimo Cellino del Cagliari, Luca Campedelli del Chievo e Fabrizio Corsi dell'Empoli), dirigenti (Rino Foschi del Palermo e Sergio Gasparin del Vicenza), collaboratori (Nello Governato del Brescia) e allenatori (Luciano Spalletti dell'Udinese), e conseguentemente l'impossibilità di accertare i fatti in un procedimento.

### La non competenza della giustizia sportiva su Calciopoli bis
Conseguentemente alla prescrizione dei presunti illeciti addebitati all'Inter, il 18 luglio 2011 il Consiglio Federale della FIGC approvò a maggioranza una delibera del presidente Giancarlo Abete e rigettò, per mancanza di presupposti giuridici, l'istanza di revoca dell'assegnazione dello scudetto presentata dalla Juventus; nella circostanza, tuttavia, lo stesso Abete dichiarò che avrebbe preferito vedere il club nerazzurro rinunciare alla prescrizione, una possibilità esplicitata anche dal procuratore Palazzi nella sua relazione. Durante il Consiglio Federale fu letto anche un messaggio dell'ex commissario della FIGC, Guido Rossi, il quale spiegava come al tempo dell'assegnazione dello scudetto 2005-2006 all'Inter, la Federcalcio non potesse essere a conoscenza delle intercettazioni telefoniche riguardanti la sua dirigenza, venute alla luce successivamente al processo di Napoli.
Andrea Agnelli, nel frattempo salito alla presidenza della Juventus, criticò duramente la mancata presa di posizione della FIGC, accusandola di «disparità di trattamento» in situazioni analoghe, e il successivo 10 agosto annunciò ricorso al TNAS contro la delibera del Consiglio Federale, dichiarando inoltre che la sua società era pronta a perseguire anche la via della giustizia ordinaria qualora non avesse ottenuto soddisfazione neanche dall'organo di giustizia del CONI. In effetti, nei mesi seguenti, lo stesso TNAS ammise in due distinti momenti la propria incompetenza sul ricorso presentato dal club bianconero: il 9 settembre 2011 il tribunale, pur dichiarandosi competente a decidere su parte del ricorso, per bocca del suo presidente, Alberto De Roberto, affermò la non competenza circa la richiesta economica di risarcimento danni, mentre il 15 novembre dello stesso anno il collegio arbitrale, acquisite le memorie della Juventus e delle controparti FIGC e Inter, dichiarò la non competenza del TNAS anche in merito alla delibera del Consiglio Federale del 18 luglio precedente.
Il 12 gennaio 2019 la Juventus depositò un ricorso al Collegio di Garanzia dello Sport, organo del CONI, chiedendo l'annullamento del lodo con cui il TNAS si era dichiarato incompetente a decidere sull'istanza presentata dal club bianconero contro la mancata revoca dello scudetto 2005-2006: il successivo 6 maggio il Collegio dichiarò «inammissibile» tale ricorso ed «estromesso» il CONI dal formulare un giudizio in merito. L'11 luglio dello stesso anno il Tribunale Federale Nazionale della FIGC rigettò ulteriormente l'istanza di sospensione promossa dalla Juventus e dichiarò «inammissibile» il ricorso della società contro la mancata revoca del titolo 2005-2006, una volta constatato come tale procedimento fosse identico a quello già intentato davanti al Collegio di Garanzia; inoltre stabilì come la vicenda relativa all'assegnazione del suddetto scudetto fosse da ritenersi «conclusa» presso la magistratura sportiva, essendo arrivata al termine del proprio iter processuale. Il successivo 6 agosto la Corte Federale d'Appello della FIGC altresì respinse il ricorso della Juventus contro la reiezione dell'istanza di sospensione e la declaratoria dell'inammissibilità pronunciate dal TFN nel luglio precedente; un successivo ricorso volto a impugnare quest'ultima decisione, presentato dal club bianconero presso il Collegio di Garanzia, venne dichiarato «inammissibile» il 6 novembre dello stesso anno. L'8 gennaio 2020 il Collegio di Garanzia del CONI dichiarò a sua volta inammissibile il ricorso del club bianconero, esaurendo tutti i gradi di giudizio e sancendo de facto la fine della controversia presso la giustizia sportiva.
Il 28 ottobre 2022 il TAR del Lazio dichiarò inammissibile il ricorso della Juventus contro le sentenze del Collegio di Garanzia dello Sport del maggio e del novembre 2019. Il 21 agosto 2023 il Consiglio di Stato respinse il ricorso della Juventus contro la succitata sentenza del TAR del Lazio.

### Il «tavolo della pace» e i ricorsi della Juventus alla giustizia ordinaria
Riguardo al risarcimento dei danni che sarebbero stati causati dalla disparità di trattamento tra i fatti del 2006 e quelli del 2011 il 14 novembre 2011 la Juventus presentò ricorso contro FIGC e Inter al TAR del Lazio, basandosi anche sulla sentenza penale di primo grado del tribunale di Napoli che pur infliggendo pesanti condanne a Moggi e Giraudo escludeva responsabilità dirette e oggettive della società. Il presunto danno subito fu quantificato dalla Juventus in circa 444 milioni di euro. Il ricorso al tribunale amministrativo suscitò le dure reazioni del presidente FIGC Giancarlo Abete e soprattutto del presidente CONI Gianni Petrucci, che parlò esplicitamente di «doping legale» pur senza citare la Juventus.
In una conferenza stampa il 16 novembre il presidente della Juventus Andrea Agnelli replicò con toni distensivi, proponendo a Petrucci di convocare un tavolo di discussione tra le parti per dirimere la questione. Petrucci accolse positivamente la proposta (per altro già avanzata alcuni mesi prima dal presidente della Fiorentina, Diego Della Valle), convocando per il 14 dicembre quello che i giornali battezzarono immediatamente «tavolo della pace». Le speranze di una soluzione pacifica della querelle furono però disattese: il tavolo, cui parteciparono Agnelli, Moratti, Galliani, Diego Della Valle più il presidente del Napoli Aurelio De Laurentiis, oltre agli stessi Petrucci e Abete, al segretario generale del CONI Raffaele Pagnozzi e al vicepresidente FIGC Antonello Valentini, si risolse in una riunione di oltre cinque ore al termine delle quali Petrucci e Abete dovettero ammettere che le posizioni erano rimaste distanti e che le ferite di Calciopoli erano tutt'altro che rimarginate. Nei giorni immediatamente successivi al tavolo si susseguirono diverse indiscrezioni circa il mancato accordo tra le parti sulla stesura di un documento su Calciopoli e si registrò l'iniziativa personale di Diego Della Valle che sporse denuncia nei confronti dell'ex commissario straordinario FIGC Guido Rossi. Il 10 febbraio 2012 la Juventus impugnò davanti alla Corte di appello di Roma il lodo arbitrale TNAS del 15 novembre 2011, portando così davanti alla giustizia ordinaria anche la mancata revoca dello scudetto 2005-2006.
I pronunciamenti arrivarono dopo quasi cinque anni, e furono entrambi negativi per la Juventus: la sentenza del 18 luglio 2016 del TAR del Lazio respinse la richiesta di risarcimento danni contro FIGC e Inter; il 22 novembre 2016 toccò invece alla Corte di appello di Roma respingere la richiesta di revoca all'Inter dello scudetto 2005-2006. In entrambi i casi le motivazioni non furono giuridiche bensì tecniche: il TAR del Lazio chiarì di non potersi pronunciare su una materia per la quale la Juventus aveva già presentato e poi ritirato un ricorso al TAR medesimo nel 2006, accettando quindi implicitamente le sentenze definitive della Camera di conciliazione e arbitrato del CONI, mentre la Corte di appello invece dichiarò la propria incompetenza in materia di assegnazione e revoca di titoli sportivi. Nell'ottobre 2016 la Juventus impugnò davanti al Consiglio di Stato la sentenza del TAR, aggiornando la richiesta di risarcimento danni contro la FIGC e l'Inter a 581 milioni di euro. Il 13 dicembre 2018 la Corte suprema di cassazione, sulla base del «principio di autonomia dell'ordinamento sportivo nazionale», respinse il ricorso del club bianconero contro la decisione della Corte di appello di Roma, sancendo de facto la fine della controversia legata all'assegnazione dello scudetto 2005-2006 presso la giustizia ordinaria.
Il 24 ottobre 2023 la Juventus ritirò il ricorso al Consiglio di Stato contro la sentenza del TAR del Lazio del settembre 2016; quindi il 6 gennaio 2024, il Consiglio di Stato impose alla Juventus il risarcimento delle spese legali a Inter e FIGC.

## I processi penali
Dallo scandalo del 2006 hanno avuto origine due procedimenti penali: quello riguardante Calciopoli vera e propria presso il tribunale di Napoli e quello riguardante l'agenzia di procuratori sportivi GEA World presso il tribunale di Roma. Un terzo filone di indagini, reso noto nello stesso periodo da parte della procura di Udine e riguardante scommesse sportive illecite col presunto coinvolgimento anche di calciatori, tra cui il portiere della Juventus e della nazionale Gianluigi Buffon, si chiuse invece col proscioglimento di tutti gli indagati. Tuttavia l'esplosione di tre scandali contemporanei nel maggio 2006, tutti incentrati, direttamente o meno, sulla Juventus (nell'indagine sulla GEA erano coinvolti Luciano Moggi e suo figlio Alessandro nonché Davide Lippi, figlio dell'allora commissario tecnico della nazionale, Marcello, ex allenatore bianconero), colpì notevolmente l'opinione pubblica alla vigilia del mondiale di Germania; non mancarono giornali e televisioni che chiedevano più o meno esplicitamente l'allontanamento di Lippi e dei calciatori juventini (in particolare Buffon, Cannavaro e Del Piero) prima della manifestazione iridata, che sarebbe stata poi vinta dalla stessa Italia.

### Processo GEA World
Nel processo GEA a Roma erano coinvolti Luciano e Alessandro Moggi, Davide Lippi, Franco Zavaglia, Francesco Ceravolo e Pasquale Gallo. L'accusa era quella di «associazione a delinquere» e «violenza privata» (quest'ultima riguardava soltanto i Moggi) e i pubblici ministeri Luca Palamara e Maria Cristina Palaia, a conclusione delle indagini svolte dal colonnello Giuseppe Magliocco della Guardia di Finanza di Roma, avevano richiesto 6 anni di reclusione per Luciano Moggi, 5 per il figlio e da 1 a 2 anni per tutti gli altri.
L'8 gennaio 2009 arrivò la sentenza di primo grado: Luciano Moggi fu condannato a 1 anno e 6 mesi di carcere, il figlio Alessandro a 1 anno e 2 mesi, mentre gli altri quattro imputati furono assolti, in quanto era caduta l'accusa di associazione a delinquere che riguardava tutti, rimanendo in piedi solo quella di violenza privata nei confronti dei calciatori Manuele Blasi e Nicola Amoruso.
Il 25 marzo 2011 arrivò la sentenza di secondo grado: la prima sezione penale della Corte d'appello di Roma ridusse ulteriormente le pene per Luciano Moggi (un anno di reclusione per violenza privata) e il figlio Alessandro (5 mesi di reclusione per tentata violenza privata), mentre furono inoltre confermate le assoluzioni già decise in primo grado per gli altri imputati. Le riduzioni di pena per i Moggi derivavano dalla prescrizione dell'episodio relativo alla procura di Nicola Amoruso. Inoltre Luciano Moggi fu condannato a pagare circa diecimila euro di spese processuali e a risarcire dei danni la parte civile di Stefano Antonelli in separata sede e la FIGC. L'avvocato Matteo Melandri, legale di Luciano Moggi, annunciò il ricorso in Cassazione.
Il processo alla GEA World si è chiuso il 15 gennaio 2014 con la conferma della sentenza di assoluzione emessa nei due gradi precedenti del processo ordinario, della società dall'accusa di «associazione per delinquere» e l'annullamento «per non corretta applicazione della norma» senza rinvio per prescrizione del verdetto di condanna in secondo grado a Luciano e Alessandro Moggi per violenza privata.
Va ricordato che a livello sportivo la FIGC non ha mai aperto un'inchiesta federale sulla GEA e di conseguenza non è stato preso alcun provvedimento disciplinare riguardo a questa vicenda.

### Processo di Napoli
Il processo di Napoli iniziò nell'autunno 2008 per gli imputati che avevano scelto il rito abbreviato (tra i quali Antonio Giraudo e Tullio Lanese) e a gennaio 2009 per tutti gli altri. L'accusa più grave era quella di «associazione a delinquere finalizzata alla frode sportiva». Il 24 marzo 2009 i giudici confermarono Napoli come sede del processo, estromettendo tutte le parti civili, tra le quali anche una società editrice romana che aveva stampato oltre un milione di figurine sul presupposto che lo scudetto era stato vinto lecitamente. Il 14 dicembre 2009 furono emesse le sentenze relative agli imputati che avevano scelto il rito abbreviato e quattro furono le condanne: 3 anni di reclusione per l'ex amministratore delegato della Juventus Antonio Giraudo, 2 anni e 4 mesi per l'ex arbitro Tiziano Pieri (poi assolto nel secondo grado di giudizio) e 2 anni ciascuno per l'altro ex arbitro Paolo Dondarini e per l'ex presidente dell'AIA Tullio Lanese. Sette invece gli imputati assolti: l'arbitro Gianluca Rocchi, gli ex arbitri Domenico Messina, Marco Gabriele e Stefano Cassarà, oltre agli ex assistenti Duccio Baglioni, Giuseppe Foschetti e Alessandro Griselli.
Il processo con rito ordinario si concluse l'8 novembre 2011 con la condanna di altri sedici imputati: 5 anni e 4 mesi di reclusione per promozione della associazione a delinquere per l'ex direttore generale della Juventus Luciano Moggi (che ha avuto anche il Daspo di 5 anni e l'interdizione in perpetuo dai pubblici uffici), 3 anni e 8 mesi per l'ex designatore arbitrale Paolo Bergamo (più 5 anni di interdizione dai pubblici uffici), 2 anni e 2 mesi per l'ex vicepresidente FIGC Innocenzo Mazzini (questi ultimi due ritenuti anch'essi colpevoli di promozione dell'associazione), 1 anno e 11 mesi ciascuno per l'altro ex designatore Pierluigi Pairetto e per l'ex arbitro Massimo De Santis, 1 anno e 8 mesi per l'altro ex arbitro Salvatore Racalbuto, 1 anno e 6 mesi (più ammenda di 30 000 euro) per il presidente della Reggina Pasquale Foti, 1 anno e 5 mesi ciascuno per altri due ex arbitri, Paolo Bertini e Antonio Dattilo, 1 anno e 3 mesi ciascuno (più 25.000 euro di multa) per i dirigenti Claudio Lotito (presidente della Lazio), Andrea e Diego Della Valle (ex presidente e proprietario della Fiorentina) e Sandro Mencucci (amministratore delegato della Fiorentina), 1 anno ciascuno (più 20 000 euro di multa) per l'ex collaboratore del Milan e accompagnatore ufficiale degli arbitri Leonardo Meani e gli ex assistenti arbitrali Claudio Puglisi e Stefano Titomanlio. Otto gli imputati assolti: l'ex direttore sportivo del Messina Angelo Mariano Fabiani, l'ex arbitro Pasquale Rodomonti, gli ex assistenti Marcello Ambrosino, Silvio Gemignani ed Enrico Cennicola, l'ex designatore degli assistenti Gennaro Mazzei, l'ex segretaria della CAN A-B Maria Grazia Fazi e l'ex giornalista Rai Ignazio Scardina. Escluse invece tutte le istanze risarcitorie contro la Juventus, citata al processo come parte civile, in quanto la corte considerò che il club non era responsabile a titolo oggettivo né civile nella vicenda. Sulla base della sentenza e dei contemporanei sviluppi del suo ricorso al TNAS contro la mancata revoca dello Scudetto 2005-2006 all'Inter il 14 novembre la Juventus annunciò il ricorso al TAR del Lazio contro la FIGC e l'Inter per vedersi riconosciuto il risarcimento dei danni subiti dalle sentenze sportive del 2006.
Il processo di appello per gli imputati che hanno scelto il rito abbreviato si è concluso il 5 dicembre 2012 con la condanna per Antonio Giraudo a 1 anno e 8 mesi di reclusione per associazione a delinquere finalizzata alla frode sportiva e l'assoluzione degli altri imputati: Tiziano Pieri, che ha rinunciato alla prescrizione, Paolo Dondarini e Tullio Lanese, oltre a coloro che erano stati già assolti in primo grado e per i quali l'accusa aveva impugnato la sentenza.
Il 17 dicembre 2013 in secondo grado Moggi è stato condannato a 2 anni e 4 mesi di reclusione e Pairetto e Mazzini sono stati condannati e 2 anni ciascuno per essere i promotori dell'associazione a delinquere, mentre gli episodi di frode sportiva per cui erano imputati sono stati dichiarati prescritti. Massimo De Santis, Antonio Dattilo e Paolo Bertini hanno rinunciato alla prescrizione: il primo è stato condannato a 1 anno di reclusione, gli altri due a 10 mesi. Per quanto riguarda Racalbuto, Lotito, i fratelli Della Valle, Mencucci, Foti, Meani, Puglisi e Titomanlio è stata dichiarata la prescrizione dei reati a loro imputati. Sono stati accolti gli appelli del pubblico ministero nei confronti di Fabiani e di Mazzei, rispettivamente per associazione per delinquere e per un episodio di frode sportiva, ma i loro reati sono stati dichiarati prescritti. Sono state confermate le assoluzioni della Fazi, di Scardina e di Rodomonti. Per Paolo Bergamo la Corte di appello ha annullato la precedente sentenza di condanna e ha ordinato lo svolgimento di un nuovo procedimento giudiziario in quanto è stato violato il diritto di difesa (rifiutata l'istanza di legittimo impedimento presentata dal suo avvocato Morescanti quando questa era incinta) ma il nuovo processo non si è disputato per sopraggiunta prescrizione. La Corte di appello ha sancito inoltre che nella vicenda non emersero danni diretti contro il Brescia, il Lecce, l'Atalanta, il Bologna e la società finanziaria Victoria 2000 (all'epoca proprietaria del club felsineo), essendo respinte tutte le loro richieste per danni in ragione del fatto che nessuna partita del campionato 2004-2005 fu alterata da episodi non calcistici, confermando l'estraneità della società Juventus – che era stata additata dai succitati club come presunta responsabile dei danni da loro subiti – sia a titolo oggettivo sia civile nella vicenda, già sancita nel processo in primo grado.
Il 24 marzo 2015 la Corte di cassazione ha annullato le condanne precedentemente stabilite in fase di appello per quanto riguarda l'oggetto di «associazione a delinquere» per Moggi, Giraudo, Pairetto e Mazzini senza rinvio in appello per sopraggiunta prescrizione dei reati contestati. A Moggi inoltre sono stati annullati due verdetti collegati all'imputazione di «frode sportiva» per insussistenza dei reati. Per quanto riguarda la maggior parte delle imputazioni di «frode sportiva», che erano già estinte, il loro ricorso è stato rigettato. Tra coloro che hanno rinunciato alla prescrizione è stata confermata la condanna in secondo grado a De Santis (1 anno), mentre sono stati annullati su richiesta del procuratore generale i verdetti di condanna a Bertini e Dattilo per insussistenza delle frodi sportive a loro contestate in concorso con Moggi e per il reato associativo. Sono stati rigettati i ricorsi di Racalbuto, di Mazzei, di Foti, di Lotito, dei fratelli Della Valle e di Mencucci, le cui imputazioni erano già state prescritte in appello. È stato anche dichiarato inammissibile il ricorso della procura contro le assoluzioni in fase precedente degli arbitri Paolo Dondarini, Gianluca Rocchi e Tiziano Pieri e dell'ex presidente dell'AIA Tullio Lanese. Infine la Cassazione ha respinto tutti i ricorsi riguardanti le richieste per danni presentate in tribunale dai club di Brescia, Lecce, Atalanta e Bologna oltreché da Victoria 2000, confermando le motivazioni attestate nei corrispondenti verdetti pubblicati alla fine delle due fasi precedenti.
Il 7 marzo 2025, infine, ancora la Cassazione conferma quanto era già stato stabilito, sia in primo grado sia in appello, circa la richiesta di risarcimento intentata da Victoria 2000, negandola definitivamente poiché «gli eventi di frode sportiva accertati non avevano determinato [...] alcun significativo mutamento della classifica finale».

#### Sentenze in Cassazione
- Tullio Lanese: conferma del verdetto assolutorio in secondo grado in rito abbreviato per il reato di «associazione a delinquere».[84]
- Paolo Dondarini: conferma del verdetto assolutorio in secondo grado in rito abbreviato per il reato di «frode sportiva».[84]
- Tiziano Pieri: conferma del verdetto assolutorio in secondo grado in rito abbreviato per i reati di «associazione a delinquere» e di «frode sportiva».[84]
- Gianluca Rocchi: conferma del verdetto assolutorio in secondo grado in rito abbreviato per il reato di «frode sportiva».[84]
- Claudio Lotito: rigetto del ricorso contro il verdetto di secondo grado, essendo estinto per prescrizione il reato di «frode sportiva» (sopraggiunta nel 2012).[84]
- Andrea Della Valle: rigetto del ricorso contro il verdetto di secondo grado, essendo estinto per prescrizione il reato di «frode sportiva» (sopraggiunta nel 2012).[84]
- Diego Della Valle: rigetto del ricorso contro il verdetto di secondo grado, essendo estinto per prescrizione il reato di «frode sportiva» (sopraggiunta nel 2012).[84]
- Sandro Mencucci: rigetto del ricorso contro il verdetto di secondo grado, essendo estinto per prescrizione il reato di «frode sportiva» (sopraggiunta nel 2012).[84]
- Pasquale Foti: rigetto del ricorso contro il verdetto di secondo grado, essendo estinto per prescrizione il reato di «frode sportiva» (sopraggiunta nel 2012).[84]
- Gennaro Mazzei: rigetto del ricorso contro il verdetto di secondo grado, essendo estinto per prescrizione il reato di «frode sportiva» (sopraggiunta nel 2012).[84]
- Salvatore Racalbuto: rigetto del ricorso contro il verdetto di secondo grado, essendo estinti per prescrizione i reati di «associazione a delinquere» e di «frode sportiva» (sopraggiunta nel 2012).[84]
- Luciano Moggi: annullamento del verdetto di condanna in secondo grado senza rinvio essendo estinto per prescrizione il reato di «associazione per delinquere» (sopraggiunta nel 2014) e di due imputazioni di «frode sportiva» per insussistenza del reato e rigetto del ricorso per alcune imputazioni di «frode sportiva», reati estinti per prescrizione nel 2012.[84]
- Antonio Giraudo: annullamento del verdetto di condanna in secondo grado in rito abbreviato senza rinvio essendo estinti per prescrizione i reati di «associazione per delinquere» e di «frode sportiva» (sopraggiunta nel 2014).[84]
- Pierluigi Pairetto: annullamento del verdetto di condanna in secondo grado senza rinvio essendo estinto per prescrizione il reato di «associazione per delinquere» (sopraggiunta nel 2014) e rigetto del ricorso per alcune imputazioni di «frode sportiva», estinte per prescrizione nel 2012.[84]
- Innocenzo Mazzini: annullamento del verdetto di condanna in secondo grado senza rinvio essendo estinto per prescrizione il reato di «associazione per delinquere» (sopraggiunta nel 2014) e rigetto del ricorso per alcune imputazioni di «frode sportiva», estinte per prescrizione nel 2012.[84]
- Massimo De Santis: conferma del verdetto di condanna in secondo grado per i reati di «associazione per delinquere» e di «frode sportiva» (pena di un anno di reclusione sospesa dalla Cassazione).[84]
- Paolo Bertini: annullamento del verdetto di condanna in secondo grado per i reati di «associazione per delinquere» e di «frode sportiva» per insussistenza dei reati.[84]
- Antonio Dattilo: annullamento del verdetto di condanna in secondo grado per i reati di «associazione per delinquere» e di «frode sportiva» per insussistenza dei reati.[84]

Il 9 settembre 2015 sono state rese note le motivazioni dei verdetti: secondo la Cassazione Moggi è stato «l'ideatore di un sistema illecito di condizionamento delle gare del campionato 2004-2005 (e non solo di esse)». Per i giudici Moggi ha commesso sia il reato di associazione per delinquere sia quello di frode sportiva «in favore della società di appartenenza (la Juventus)» e ha anche ottenuto «vantaggi personali in termini di accrescimento del potere (già di per sé davvero ragguardevole senza alcuna apparente giustificazione)». Dai giudizi di Moggi in televisione e sui media «potevano dipendere le sorti di questo o quel giocatore, di questo o quel direttore di gara con tutte le conseguenze che ne potevano derivare per le società calcistiche di volta in volta interessate». L'associazione per delinquere diretta da Moggi «era ampiamente strutturata e capillarmente diffusa nel territorio con la piena consapevolezza per i singoli partecipi, anche in posizione di vertice (come Moggi, il Pairetto o il Mazzini), di agire in vista del condizionamento degli arbitri attraverso la formazione delle griglie considerate quale primo segmento di una condotta fraudolenta». Per quanto riguarda Massimo De Santis, i tabulati telefonici dimostrarono i «numerosi contatti in coincidenza con le partite per le quali era stato designato» tra l'ex arbitro internazionale e Luciano Moggi, «a riprova degli strettissimi rapporti tra la sudditanza e la complicità intercorrenti tra i due». Per quello che concerne invece i rapporti intrattenuti dai vertici della Fiorentina con Luciano Moggi, Diego e Andrea Della Valle e Sandro Mencucci recandosi «a Canossa» da Moggi si «accostano a quel sistema di potere che li aveva emarginati e in definitiva danneggiati: non dunque con il proposito di garantirsi l'imparzialità delle decisioni arbitrali per riparare ai presunti torti subiti in precedenza (ritenuti alla base della deficitaria situazione in classifica), ma una sorta di accondiscendenza verso un sistema di potere che li garantisse per il futuro attraverso scelte arbitrali oculate pilotate dal gruppo di potere operante in parte in seno alla FIGC (i vertici arbitrali e Mazzini) e in parte estraneo all'ente (Moggi), tra loro in perfetta simbiosi». Riguardo a Claudio Lotito la Cassazione rilevò una «congerie di telefonate compromettenti» e di «prove inequivocabili» delle «pressioni» da lui esercitate «sul mondo arbitrale in un contesto di lotte intestine per la nomina a presidente della FIGC tra l'uscente Franco Carraro e l'aspirante emergente Giancarlo Abete» per assicurarsi il «salvataggio» della Lazio. Inoltre la Cassazione rilevò come la «predisposizione delle griglie arbitrali» era «manovrata» dal designatore dei direttori di gara Pierluigi Pairetto insieme al suo collega Paolo Bergamo e «con la partecipazione di Luciano Moggi e Antonio Giraudo».

## La sentenza della Corte dei conti
Il 17 ottobre 2012 la Corte dei conti ha condannato gli arbitri coinvolti nello scandalo a risarcire la FIGC con l'accusa di danno all'immagine. Qualora la condanna dovesse diventare definitiva complessivamente la FIGC incasserebbe quasi 4 milioni di euro (esattamente 3,97). La condanna ha riguardato quattordici persone: la richiesta più pesante (1 milione di euro) sarebbe per Paolo Bergamo, ex arbitro e designatore, mentre l'altro designatore Pierluigi Pairetto dovrebbe versare 800.000 euro. L'ex vicepresidente della FIGC Innocenzo Mazzini dovrebbe invece risarcire 700.000 euro. Tra le altre pene spiccano i 500.000 euro inflitti a Tullio Lanese e a Massimo De Santis e i 100.000 euro a Salvatore Racalbuto. Gli interessati hanno la possibilità di presentare ricorso.

## Altri procedimenti
Nell'aprile 2007 venne fuori un secondo filone d'inchiesta basato sul traffico di schede telefoniche svizzere (SIM) tra Luciano Moggi, Angelo Mariano Fabiani (ex direttore sportivo del Messina) e alcuni arbitri che riguardavano la stagione 2004-2005. Al termine dell'inchiesta portata avanti dalla FIGC, la Juventus e il Messina patteggiarono e vennero multate rispettivamente di 300.000 euro (divisi in tre rate da 100.000 euro annui) e di 60.000 euro (da versare alla FIGC); gli arbitri coinvolti (Paolo Bertini, Gianluca Paparesta e Tiziano Pieri) sospesi in via cautelare nell'aprile 2007 (quindi per tutta la stagione 2007-2008), in attesa di chiarire le loro posizioni, vennero sospesi in maniera definitiva dall'AIA nel luglio 2008, mentre Fabiani fu squalificato per 4 anni.
Nell'aprile 2012 la Corte di cassazione conferma la sanzione disciplinare della censura a carico del giudice Teresa Casoria, presidente della nona sezione del tribunale di Napoli che aveva guidato il filone penale di Calciopoli, e che le era stata inflitta nell'aprile 2011 per una serie di comportamenti scorretti tenuti contro i propri colleghi mentre presiedeva le udienze del suddetto processo. Nel maggio 2014, sempre la Cassazione sancisce il risarcimento economico a favore di Moggi e Antonio Giraudo, condannando due giornalisti sportivi che avevano usato nei loro confronti toni considerati diffamatori.
Nel luglio 2015 il tribunale di Milano si è espresso in un processo per diffamazione inerente ai fatti di Calciopoli, intentato dalla famiglia Facchetti nei confronti di Moggi, il quale aveva pubblicamente accusato l'allora presidente interista Giacinto Facchetti (nel frattempo scomparso) «di avere anche lui chiesto e ottenuto trattamenti di riguardo negli arbitraggi delle partite interiste». Il giudice ha assolto Moggi «perché il fatto non sussiste», riscontrando «con certezza una buona veridicità» nelle sue affermazioni e rilevando nei confronti di Facchetti l'esistenza di «una sorta di intervento di lobbying da parte dell'allora presidente dell'Inter nei confronti della classe arbitrale [...] significative di un rapporto di tipo amicale [e] preferenziale [con] vette non propriamente commendevoli». La sentenza è stata confermata in appello nel 2018 ed è passata in giudicato l'anno seguente.
Nell'ottobre 2015 la Corte d'appello di Roma conferma la condanna a quattro mesi di reclusione comminata nel 2011 a Moggi per aver minacciato l'ex dirigente della Roma, Franco Baldini, prima di un'udienza nel processo GEA World, essendo quest'ultimo pubblico ufficiale in quanto convocato come testimone. Nel maggio dell'anno seguente, Moggi viene condannato per diffamazione, in sede civile a Roma, a risarcire il colonnello Attilio Auricchio per averlo definito un bugiardo in una trasmissione televisiva, con l'intento di stigmatizzarne l'operato nell'inchiesta di Calciopoli.
Nell'aprile 2018 il giudice dell'udienza preliminare di Firenze ha scagionato la Fiorentina dall'accusa di falso in bilancio e ostacolo alla vigilanza, riguardo una controversia economica pendente all'epoca tra la società dei Della Valle e il Bologna, con la richiesta dei felsinei (tramite la controllante Victoria 2000) ai danni dei toscani di un risarcimento per la presunta ingiusta retrocessione nel campionato 2004-2005, diatriba a cui si aggiungerà anche il Brescia. Tale atto è il prologo al respingimento, l'anno successivo, da parte della Corte d'Appello di Napoli alla richiesta di Bologna e Brescia per ingiusto declassamento: il giudice ha stabilito che mancasse la prova che le due compagini retrocessero a causa di comprovati illeciti.
Nel dicembre 2018 la Corte federale d'appello ha concesso la riabilitazione all'ex arbitro Stefano Cassarà, già assolto nel 2009 nel processo penale di Calciopoli.
Nel febbraio 2021 la prescrizione mette la parola fine al processo contro 23 tifosi fiorentini che nel luglio 2006, per protesta contro la sentenza del giudice sportivo che condannava la Fiorentina alla retrocessione in Serie B, insieme con altri 3 000 sostenitori gigliati avevano occupato i binari della linea Firenze-Roma causando ripercussioni negative al traffico ferroviario nazionale: l'accusa, con condanna in primo grado del maggio 2014, era per interruzione di servizio pubblico. Il mese seguente il Comitato Regionale Toscana della FIGC accoglie l'istanza di riabilitazione presentata da Innocenzo Mazzini, all'epoca di Calciopoli vicepresidente federale e squalificato a vita da incarichi dirigenziali all'interno della Federazione, onde poter svolgere attività volontaria come medico nel calcio toscano. Nel settembre dello stesso anno l'Associazione Italiana Arbitri esclude definitivamente Bergamo dai propri ranghi, dopo che una modifica al proprio statuto ne aveva permesso poco tempo prima il reintegro pur in contrasto con le normative FIGC; Bergamo aveva dato le dimissioni nel 2006 dalla carica di designatore arbitrale, subito dopo l'inizio di Calciopoli, sottraendosi così alla giustizia sportiva. Nel novembre seguente la Cassazione conferma la condanna a carico della Rai a risarcire con 180 000 euro i parenti del giornalista sportivo Oliviero Beha, per averlo sottoposto a demansionamento, tra il 2008 e il 2010, a causa delle sue posizioni critiche sul processo penale di Calciopoli.
Nel febbraio 2022 la Corte d'appello di Napoli dispone il diritto della FIGC ad essere risarcita economicamente dai condannati dei processi sportivo e penale di Calciopoli, in quanto costituitasi parte civile contro di essi.
Nel febbraio 2023 la Corte Federale d'Appello respinge la richiesta di riabilitazione presentata dall'ex designatore dei guardalinee Gennaro Mazzei in merito all'inibizione di tre anni comminatagli nel 2006 per condotte antiregolamentari occorse nelle designazioni per l'incontro di Serie B Arezzo-Salernitana del maggio 2005.
Il 25 marzo 2024 il TAR del Lazio dichiara inammissibile per un «difetto di giurisdizione» il ricorso presentato dall'ex CEO juventino Giraudo, che chiedeva che la questione di incompatibilità della legge 280/2003 venisse rimessa alla Corte di giustizia dell'Unione europea.

## Nella cultura di massa
Le vicissitudini di Calciopoli hanno trovato ampio spazio nei mass media, influenzando l'immaginario popolare e facendo da soggetto per produzioni audiovisive di vario tipo; ciò vale sia in ambito nazionale sia internazionale, tanto che, in quest'ultimo caso, anche i similari scandali calcistici scoppiati in Turchia nel 2011 e in Spagna nel 2023 sono stati paragonati a quello italiano.
Nell'estate 2006 l'attore comico Checco Zalone ha pubblicato la canzone Siamo una squadra fortissimi, un omaggio alla nazionale italiana impegnata nel campionato mondiale in Germania, nella quale non mancano riferimenti sarcastici a Luciano Moggi e allo scandalo di Calciopoli. Nello stesso anno Zalone ha inciso anche il brano I juventini, incentrato sulla retrocessione in Serie B della Juventus.
Nel 2009 esce il docufilm Operazione Off Side che ricostruisce, con l'ausilio di materiale originale e attori, le indagini dei carabinieri su Calciopoli tra il 2004 e il 2005, mentre del 2012 sono il documentario Nel Paese di Giralaruota: il grande inganno di Calciopoli e la serie a fumetti Forza Italia che ripercorre le tappe della vicenda. Nel 2013 il programma criminologico di Rai 3 Un giorno in pretura mostra le deposizioni fornite dai testimoni dell'accusa al processo penale di Napoli e approfondisce i vari filoni delle indagini che hanno poi portato al procedimento.
Nel 2021 un capitolo della serie di Netflix, Il lato oscuro dello sport, è focalizzato sull'inchiesta di Calciopoli e il punto di vista del pubblico ministero. L'anno seguente arriva su History Italia il documentario Calciopoli - Anatomia di un processo, dove vengono ripercorse le tappe delle indagini e del dibattimento penale di Napoli. Infine nel 2023, il programma d'inchiesta di Rai 3 Report, in una puntata approfondisce molti temi inediti su Calciopoli tramite testimonianze di vari personaggi protagonisti dello scandalo e intercettazioni – fino ad allora – non di dominio pubblico.

## Reazioni
Durante lo svolgimento del processo sportivo nel luglio 2006, alcune forze politiche come Forza Italia e Popolari UDEUR provarono a promuovere l'idea di un'amnistia in caso di vittoria della nazionale italiana al campionato mondiale di calcio 2006 (poi effettivamente verificatasi), sulla scorta di quanto avvenuto per il Calcioscommesse del 1980 dopo la vittoria dell'Italia al campionato mondiale di calcio 1982. L'allora ministro per le politiche giovanili e lo sport Giovanna Melandri scartò con fermezza l'ipotesi amnistia definendola una «idiozia».
In base a quanto emerse da un sondaggio della società Demos & Pi pubblicato nel settembre 2011 sul quotidiano la Repubblica il 56,5% del campione esaminato era scettico sulla regolarità delle decisioni prese dalla giustizia sportiva, mentre il 24,9% giudicava lo scandalo Calciopoli «come un caso di giustizia sportiva che ha portato alle giuste decisioni». Inoltre il 43,5% del citato campione sosteneva che il titolo di campione d'Italia 2005-2006 dovesse «non essere assegnato a nessuno», a fronte di un 33,7% che riteneva che tale scudetto dovesse rimanere all'Inter o essere attribuito ad altre squadre.